# ایمره نیکی
ایمره نیِکی (مجاری: Imre Nyéki; ۱ نوامبر ۱۹۲۸ – ۲۷ مارس ۱۹۹۵) شناگر اهل مجارستان بود.